# 10841 Ericforbes
10841 Ericforbes este o planetă minoră (asteroid), cu un diametru de 2,908 km, din centura de asteroizi. A fost descoperită pe 12 august 1994 la  de Robert H. McNaught și a fost numită după Eric Forbes⁠(d). 
Obiectul prezintă o orbită caracterizată de o semiaxă mare de 1,9388072 UAi, o excentricitate de 0,05, o înclinație de 23,39603 ° în raport cu ecliptica.